# Interstate 19
La Interstate 19 (I-19) è un'autostrada statunitense situata interamente nello Stato dell'Arizona. La I-19 collega Nogales, a circa 300 piedi (91 metri) dal confine messicano, con Tucson, sulla I-10. L'autostrada attraversa anche le città di Rio Rico, Green Valley e Sahuarita.
Avendo una lunghezza totale di poco più di 63 miglia (101 km), la I-19 è la sesta Interstate Highway più corta (con due cifre) nei contigui 48 stati, dove solo la I-97, I-86 (ovest), I-14, I-11 e I-2 sono più corte.
Nonostante l'autostrada sia corta, è un corridoio molto importante, che funge da percorso veloce da Tucson e Phoenix (tramite la I-10) al confine messicano. L'autostrada è una parte della sezione statunitense del CANAMEX Corridor, un corridoio commerciale che si estende a nord dal Messico attraverso gli Stati Uniti fino alla provincia canadese dell'Alberta.